# 愛情狗仔
《愛情狗仔》（英語：Paparazzi）是由美國流行音樂歌手Lady Gaga與Rob Fusari一同寫出的節奏藍調歌曲。愛情狗仔是從Gaga的第一張專輯《超人氣》（2008年）抽出發行的單曲。

## 外部連結
- Lady Gaga的官方網站 （页面存档备份，存于）